# Realpolitik
Realpolitik er en politik, som i modsætning til idépolitik søger at nå sine mål gennem kompromiser.[kilde mangler]
Hvis en politiker har en realpolitisk eller pragmatisk tilgang til politik, vil det sige, at de er indstillet på ikke at få alle sine synspunkter gennemført, men at de som led i et kompromis, må give afkald på noget, ligesom de øvrige parter i kompromiset.
Den tyske rigskansler Otto von Bismarcks bevingede ord fra 1867 om politik som "det muliges kunst" udtrykker kort og klart, hvad realpolitikken indebærer.[kilde mangler]